# La Cropte
Pour les articles homonymes, voir La Cropte (homonymie).
Pour l’article ayant un titre homophone, voir Lacropte.
La Cropte est une commune française, située dans le département de la Mayenne, et la région Pays de la Loire, peuplée de 226 habitants.
La commune fait partie de la province historique du Maine, et se situe dans le Bas-Maine.

## Géographie
| Saint-Denis-du-Maine | La Bazouge-de-Chemeré | Chémeré-le-Roi |
|                      | La Cropte             |                |
| Meslay-du-Maine      | Le Buret              | Préaux         |

La Cropte étant située à l'extrême est du Massif armoricain, la géologie y présente donc des faciès très variés. La Cropte est dans la vallée de la Vaige que rejoint un petit ruisseau Le Buru et au sud-ouest la limite communale se situe sur le ruisseau Pont-Martin, ce qui irrigue donc le bassin versant de la Sarthe.

### Climat
Pour des articles plus généraux, voir Climat des Pays de la Loire et Climat de la Mayenne.
En 2010, le climat de la commune est de type climat océanique dégradé des plaines du Centre et du Nord, selon une étude du CNRS s'appuyant sur une série de données couvrant la période 1971-2000. En 2020, Météo-France publie une typologie des climats de la France métropolitaine dans laquelle la commune est exposée à un climat océanique et est dans la région climatique  Moyenne vallée de la Loire, caractérisée par une bonne insolation (1 850 h/an) et un été peu pluvieux. 
Pour la période 1971-2000, la température annuelle moyenne est de 11,4 °C, avec une amplitude thermique annuelle de 13,9 °C. Le cumul annuel moyen de précipitations est de 714 mm, avec 11,9 jours de précipitations en janvier et 6,6 jours en juillet. Pour la période 1991-2020, la température moyenne annuelle observée sur la station météorologique de Météo-France la plus proche, sur la commune de Saint-Georges-le-Fléchard à 9 km à vol d'oiseau, est de 11,8 °C et le cumul annuel moyen de précipitations est de 798,7 mm,. Pour l'avenir, les paramètres climatiques de la commune estimés pour 2050 selon différents scénarios d'émission de gaz à effet de serre sont consultables sur un site dédié publié par Météo-France en novembre 2022.

## Urbanisme

### Typologie
Au 1er janvier 2024, La Cropte est catégorisée commune rurale à habitat très dispersé, selon la nouvelle grille communale de densité à sept niveaux définie par l'Insee en 2022.
Elle est située hors unité urbaine. Par ailleurs la commune fait partie de l'aire d'attraction de Laval, dont elle est une commune de la couronne,. Cette aire, qui regroupe 66 communes, est catégorisée dans les aires de 50 000 à moins de 200 000 habitants,.

### Occupation des sols
L'occupation des sols de la commune, telle qu'elle ressort de la base de données européenne d’occupation biophysique des sols Corine Land Cover (CLC), est marquée par l'importance des territoires agricoles (98,2 % en 2018), une proportion identique à celle de 1990 (98,2 %). La répartition détaillée en 2018 est la suivante : 
terres arables (65,1 %), prairies (33,1 %), forêts (1,8 %). L'évolution de l’occupation des sols de la commune et de ses infrastructures peut être observée sur les différentes représentations cartographiques du territoire : la carte de Cassini (XVIIIe siècle), la carte d'état-major (1820-1866) et les cartes ou photos aériennes de l'IGN pour la période actuelle (1950 à aujourd'hui).

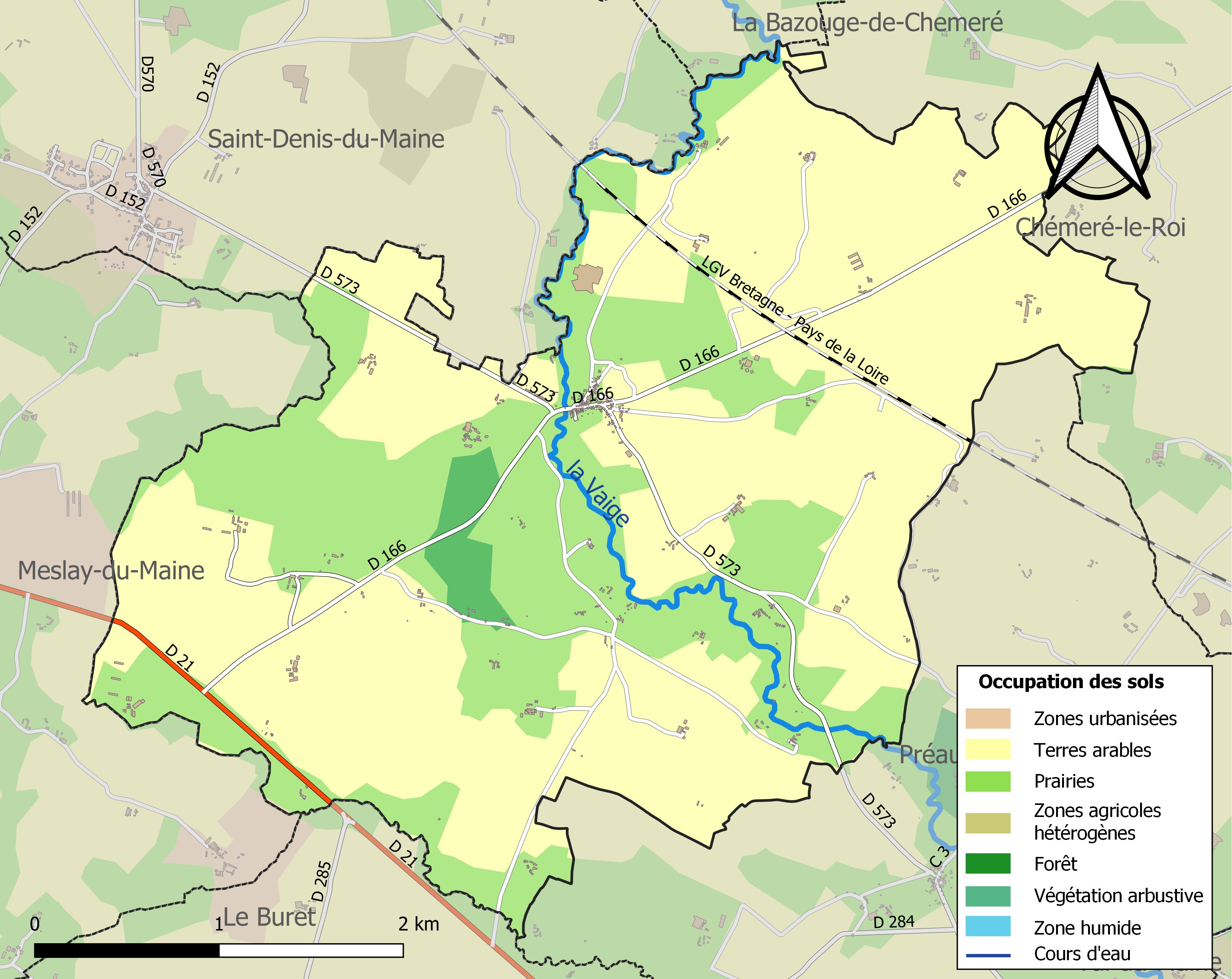
Carte des infrastructures et de l'occupation des sols de la commune en 2018 (CLC).

## Économie
Les fours à chaux sont éteints, les carrières abandonnées, l'économie est redevenue purement agricole. Pour le tourisme, des chambres d'hôte et le seul commerce restant est un petit bar-restaurant Le Bouguet Garni.

## Toponymie
La première mention du nom de la paroisse apparait en 1096 dans les archives de l'abbaye Saint-Aubin d'Angers rédigées en latin : la villa que vocatur Cripta. Ce vocable est encore présent dans un ouvrage du chapitre du Mans en 1110. Un prieuré est attesté à la fin du XIe siècle, dépendant de l'abbaye Saint-Aubin. En 1567, le nom indiqué dans le livre de la fabrique est La Crotte.
Une crotte (variante croutte, crote) désigne en ancien français et dans les dialectes une « grotte », la forme grotte étant surtout propre aux textes italianisants à l'origine. Le p de Cropte est étymologique d'après le latin crypta (d'origine grecque), dont sont issus les mots grotte et cro(u)te.
Cette grotte est certainement celle dite Grotte du Rocher.

## Histoire

### Ancien Régime
Au XIIe siècle, le seigneur de La Cropte est l'un des principaux vassaux du comte de Laval. Il a droit de prendre le bois d'œuvre pour son hébergement, mais aussi pour la construction de pressoirs, cuves, tonneaux. En revanche, il ne peut les vendre en dehors de son fief. Il a aussi le droit de prendre le bois de chauffage et tout ce qui permet de faire des roues, charrettes, utiles au labour.
Foulques, seigneur d'Entrammes, fils du fondateur du prieuré de Port-Reingeard, échange en 1265 avec Guy VII de Laval, son suzerain, les fiefs et seigneuries du Pont-de-Mayenne contre la terre de La Cropte.
En 1377, une industrie de la chaux est attestée.
L'étang dit « de la Fougeassière » est asséché en 1567.
Le fief entre dans le domaine du marquis de Montesson en 1685. Jean-Baptiste de Montesson  épouse le 25 octobre Catherine de Cervon, fille de Joseph de Cervon, chevalier, seigneur des Arcis, du Buret, La Cropte, La Carrière, etc.. La famille de Montesson conserve ce fief jusque vers 1775.
Au XVIIIe siècle, la paroisse fait partie du doyenné de Sablé, de l'élection et du comté de Laval. La châtellenie de La Cropte est annexée à celle de Meslay.
Traces d'ardoisières, activité qui disparaît au cours du XVIIIe siècle.

### Révolution
La période de la Révolution est particulièrement agitée dans cette commune.

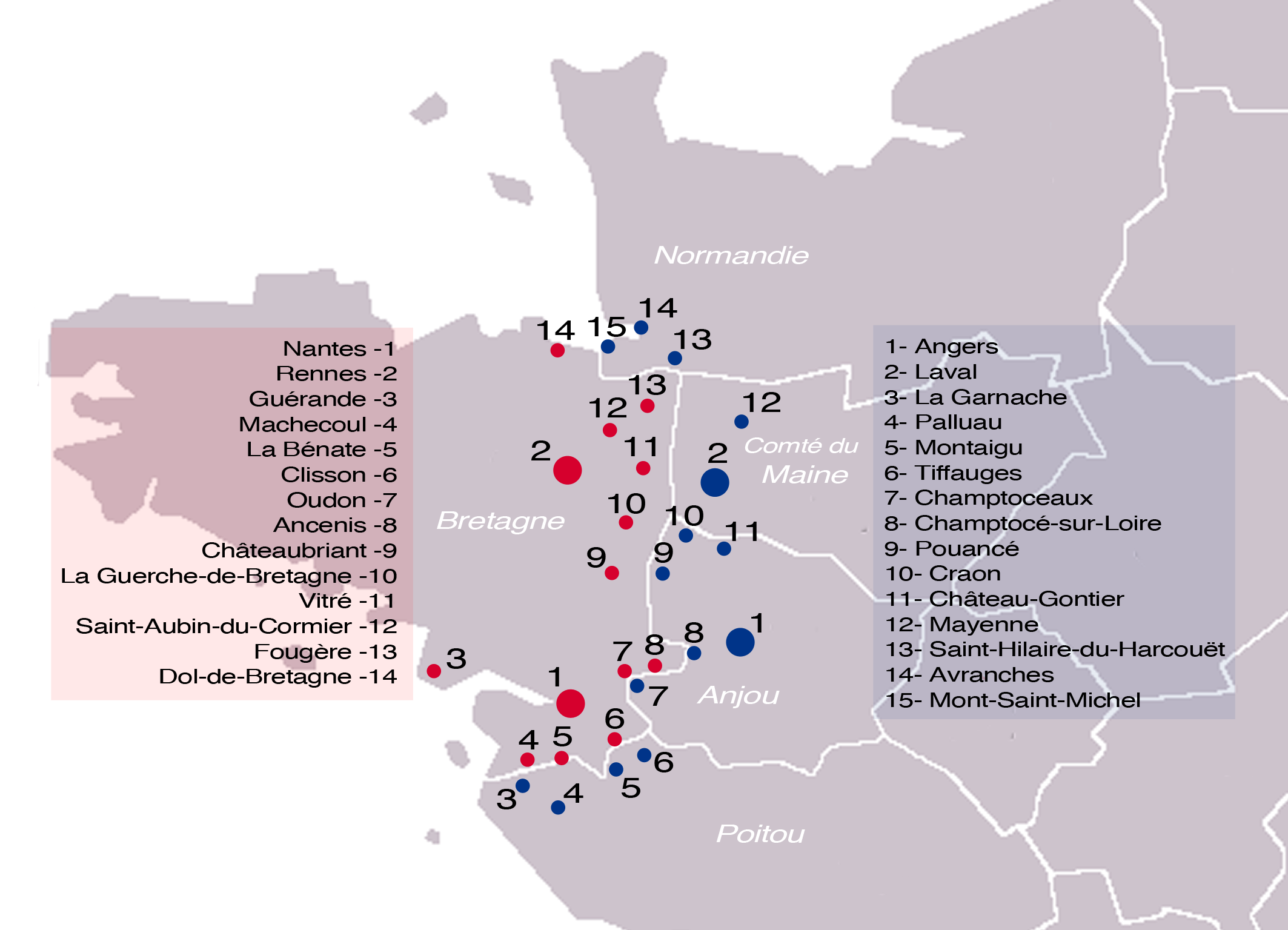
Châteaux-forts des marches de Bretagne

La Cropte s'est retrouvée un peu à l'est de la Marche de Bretagne et de ses châteaux-forts de Lassay, Laval et Château-Gontier donc à la frontière d'une région qui ne voulait pas payer la gabelle du sel ce qui enrichit les contrebandiers qui furent à l'origine des Chouans. Et La Cropte s'est retrouvée au Sud de la Chouannerie normande qui sévissait dans l'Orne. La levée en masse de soldats avec tirage au sort agita les jeunes et fonda les chouans mais ensuite c'est la vente des biens d'église aux riches bourgeois et la constitution civile du clergé qui servirent de prétexte aux dissensions dans ces communes situées sur la ligne de front de la guerre civile entre les royalistes de l'Ouest et les républicains.
les Bleus s'étaient installés durablement à Ballée et La Cropte située sur la ligne de front fut attaquée trois fois par les chouans.
Après la constitution civile du clergé, Bigot, curé de la paroisse se retire. Le vicaire, Charles Pépin, reste encore trois mois avant de quitter la place. Julien Le Royer, vicaire de Saint-Aubin-du-Désert, prêtre assermenté, arrive dans la paroisse le 10 août 1791. Patriote, il s'arme à partir du soulèvement des Chouans.
Le 18 novembre 1793, une centaine de Chouans attaquent la vingtaine de gardes nationaux qui se retranchent dans l'église et le cimetière. Plus de 150 coups de feu sont tirés sur eux. Le curé, réfugié à l'église est blessé et perd un œil, tandis que le sacristin est tué.
Lors d'une seconde attaque Le Royer bat en retraite avec les Bleus à Ballée.
Début 1794, Charles Pépin, vicaire de La Cropte est fusillé à la Baconnière. Prêtre réfractaire, il effectuait son service clandestinement. Surpris par les gardes nationaux d'Andouillé, il est arrêté puis fusillé.
En présence du district rassemblé le 7 ventôse de l'an II (25 février 1794), l'ancien curé de La Cropte, Le Royer, déclare renoncer à ses fonctions ecclésiastiques, le directoire du district prenant acte de ses paroles. Il quitte ensuite la commune.
Le 26 ou le 27 avril 1795, Pierre Bachelier (1723-1795), prêtre-sacriste de La Bazouge-de-Chemeré, assurant son service clandestinement, et Jean Le Duc, tous deux de Chémeré-le-Roi, sont accusés d'avoir participé à une messe. Ils sont arrêtés et menés à Laval pour être jugés. Ils sont assassinés pendant le trajet par des partisans républicains, faisant un service avec les soldats et les gardes nationaux de Ballée. Le fils de Jean Le Duc, également arrêté, survécut à ses blessures.
La troisième fois vers 1798 les chouans investissent La Cropte et ne pouvant trouver celui qu'ils appellent l'intrus (le Royer) incendient l'église romane soi-disant pour la purifier et son presbytère.
Le calme revient en 1800. La commune est intégrée dans le canton de Meslay-du-Maine en novembre 1801.

### XIXesiècle
En 1825 un notable offre une rente aux pauvres de la commune (ordonnance royale).
En 1844, il existe des carrières de marbre.
Un établissement de sœurs d'Evron est créé dans la maison du Prieuré grâce à des dons et des rentes, pour soigner les malades et instruire les jeunes filles en 1850.

### XXesiècle
En 1902 la sœur d'Evron décède et l'école devient municipale.
À partir de septembre 1939, 200 personnes : des intellectuels allemands et autrichiens anti-nazis (comme le peintre Hans Hartung ) et des juifs fuyant la persécution, ont été internés au camp des Rochères à Meslay-du-Maine. Ce camp devint vite trop petit et son commandant Albert Dubuc fit construire une annexe : le camp de la Poterie à la Cropte. En septembre 1940 ces camps furent évacués juste avant l'arrivée des allemands.
Lors de la Seconde Guerre mondiale, le 17 juin 1940 des forces françaises (237e DLI) se replient en Mayenne et les Allemands survolent et bombardent les villages voisins (Chémeré-le-Roi : 5 civils tués : une bombe tombe sur la route près de la Cour du Bois Bureau, tuant quelques vaches et lançant des éclats qui ont traversé le toit pour venir se planter dans les poutres.
En juin 1944, trois agents anglais du circuit Headmaster sont parachutés avec poste-émetteur sur la ferme de la Ronde.

## Politique et administration
| Période   | Période   | Identité        | Étiquette | Qualité     |
| --------- | --------- | --------------- | --------- | ----------- |
| 1977      | mars 2014 | Georges Ferrand |           | Agriculteur |
| mars 2014 | En cours  | Paul Lambert    | SE        | Retraité    |

### Jumelages
Lacropte (Dordogne) (France)

## Démographie
L'évolution du nombre d'habitants est connue à travers les recensements de la population effectués dans la commune depuis 1793. Pour les communes de moins de 10 000 habitants, une enquête de recensement portant sur toute la population est réalisée tous les cinq ans, les populations de référence des années intermédiaires étant quant à elles estimées par interpolation ou extrapolation. Pour la commune, le premier recensement exhaustif entrant dans le cadre du nouveau dispositif a été réalisé en 2007.

En 2022, la commune comptait 226 habitants, en évolution de +4,63 % par rapport à 2016 (Mayenne : −0,73 %, France hors Mayotte : +2,11 %).
| 1793 | 1800 | 1806 | 1821 | 1831 | 1836 | 1841 | 1846 | 1851 |
| ---- | ---- | ---- | ---- | ---- | ---- | ---- | ---- | ---- |
| 726  | 742  | 744  | 756  | 821  | 746  | 769  | 768  | 761  |

| 1856 | 1861 | 1866 | 1872 | 1876 | 1881 | 1886 | 1891 | 1896 |
| ---- | ---- | ---- | ---- | ---- | ---- | ---- | ---- | ---- |
| 777  | 711  | 673  | 639  | 656  | 647  | 630  | 636  | 557  |

| 1901 | 1906 | 1911 | 1921 | 1926 | 1931 | 1936 | 1946 | 1954 |
| ---- | ---- | ---- | ---- | ---- | ---- | ---- | ---- | ---- |
| 561  | 554  | 531  | 428  | 404  | 425  | 435  | 408  | 399  |

| 1962 | 1968 | 1975 | 1982 | 1990 | 1999 | 2006 | 2007 | 2012 |
| ---- | ---- | ---- | ---- | ---- | ---- | ---- | ---- | ---- |
| 389  | 315  | 250  | 223  | 243  | 239  | 223  | 220  | 227  |

| 2017 | 2022 | - | - | - | - | - | - | - |
| ---- | ---- | - | - | - | - | - | - | - |
| 211  | 226  | - | - | - | - | - | - | - |

## Culture locale et patrimoine
Le Conseil national des villes et villages fleuris de France lui a attribué quatre fleurs au concours des villes et villages fleuris.

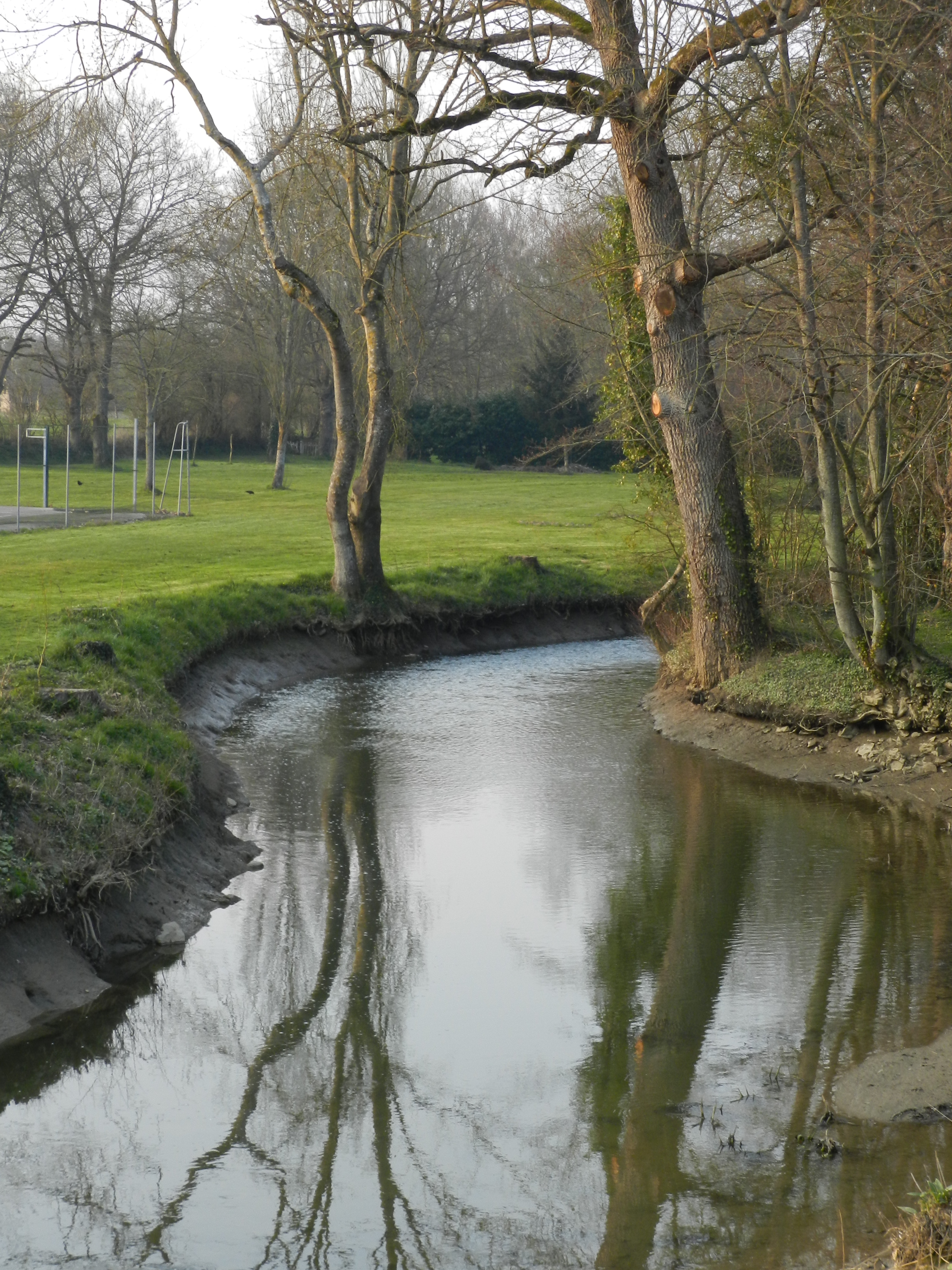
La Vaige à la Cropte
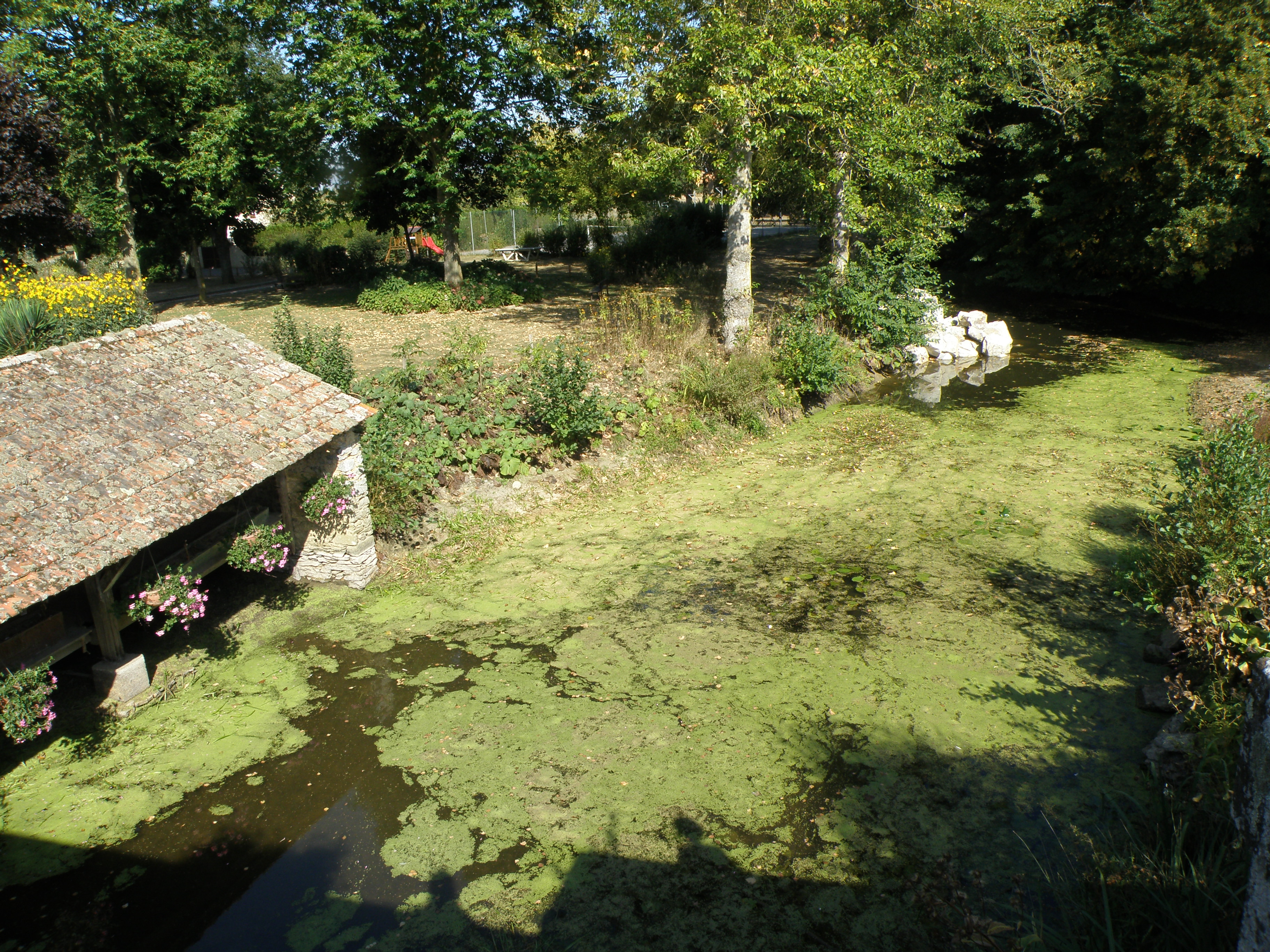
Lavoir sur la Vaige
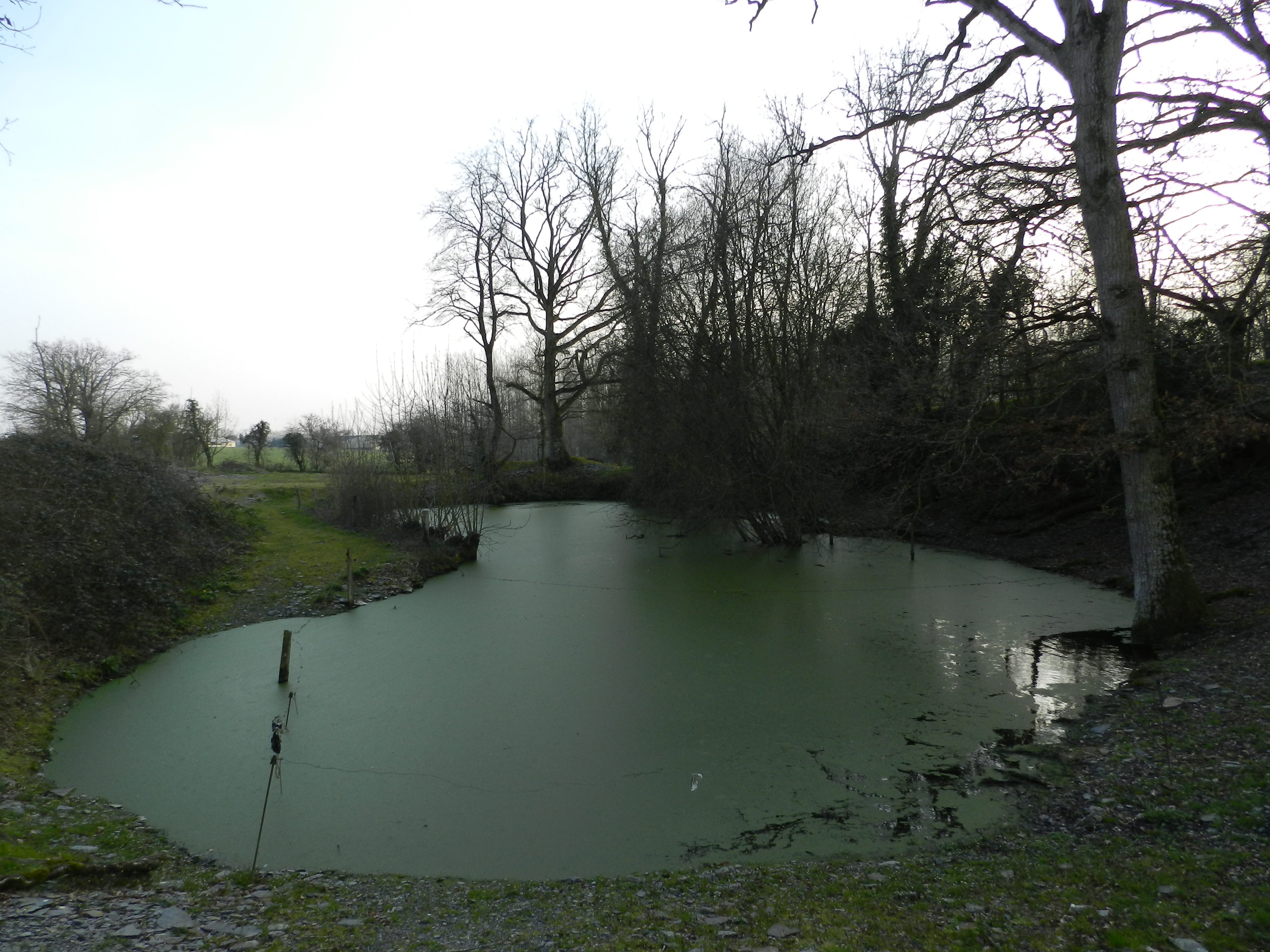
Ancienne carrière d'ardoise
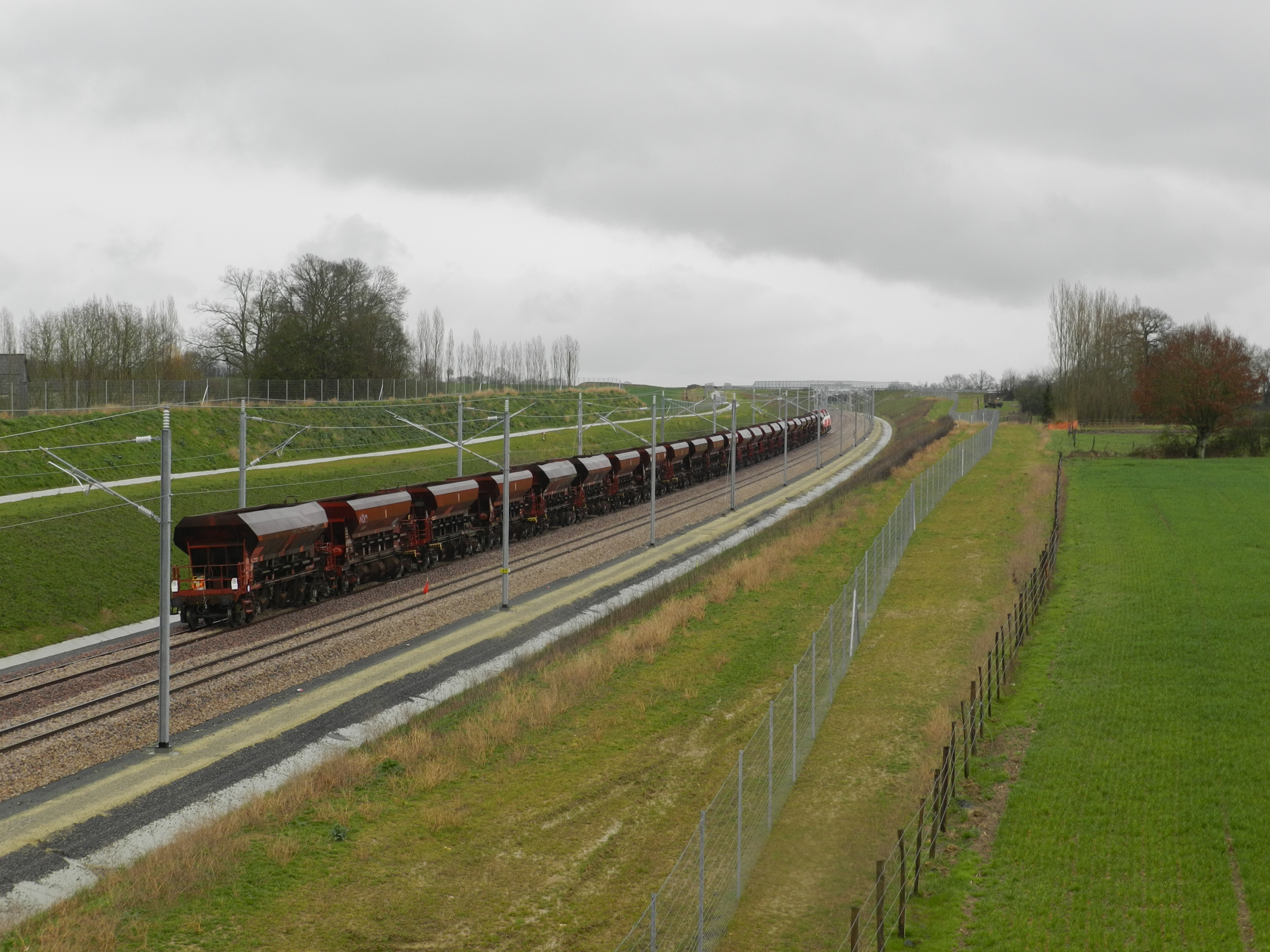
Sur l'autopont vue de la ligne LGV avec un train amenant du ballast
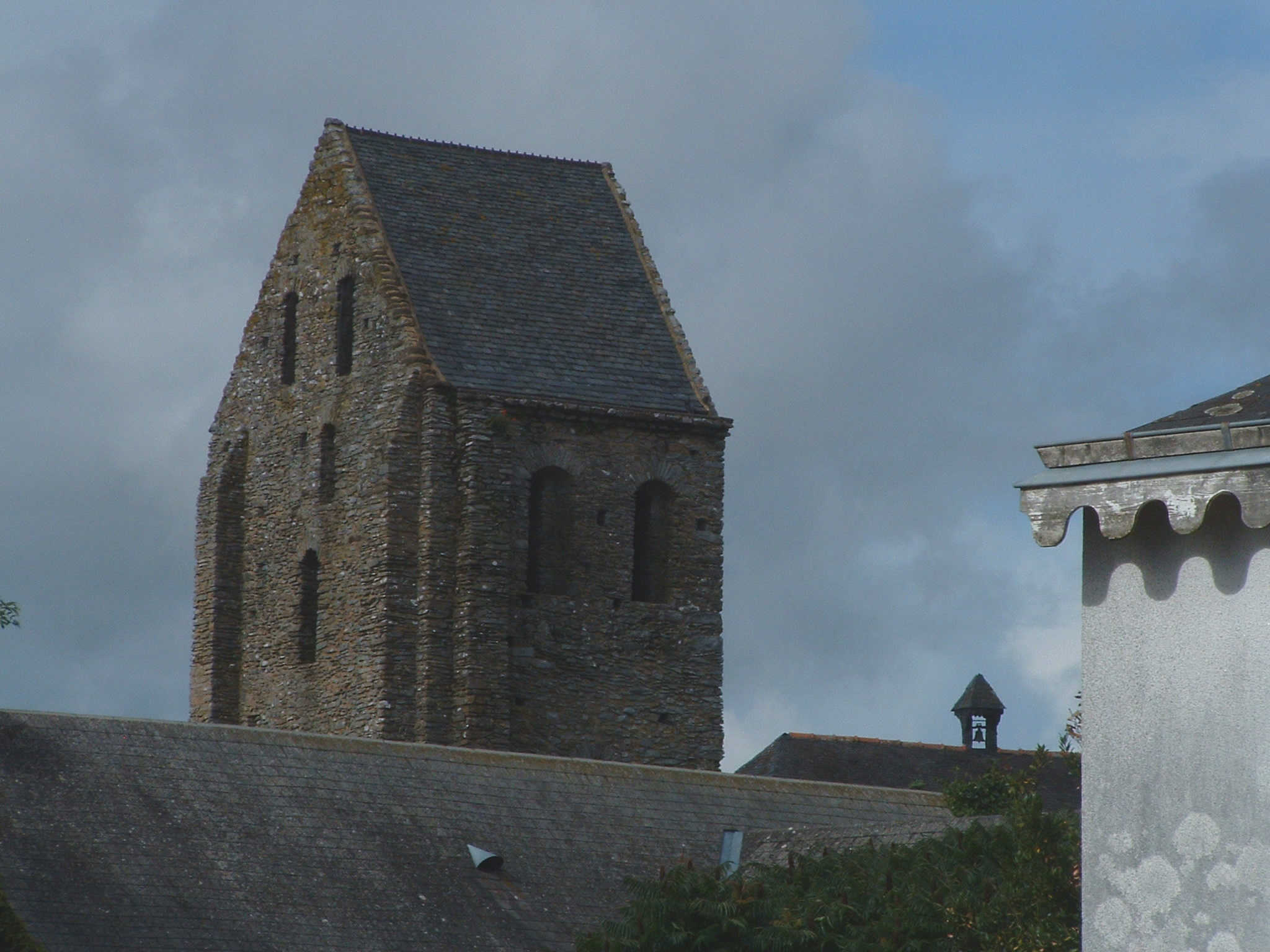
Clocher en bâtière du XIe siècle vu par-dessus les toits du village
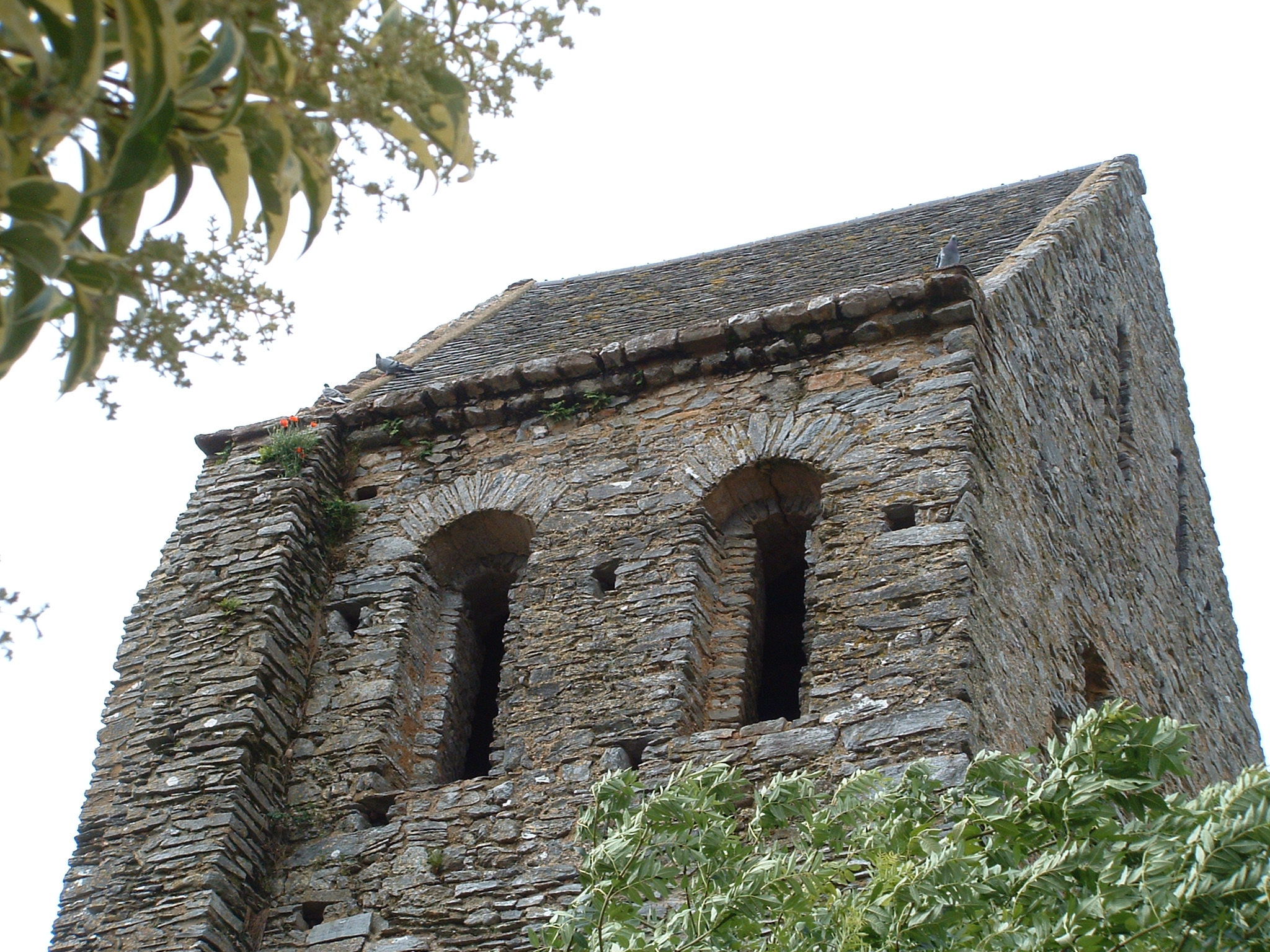
Détail du haut du clocher de style roman
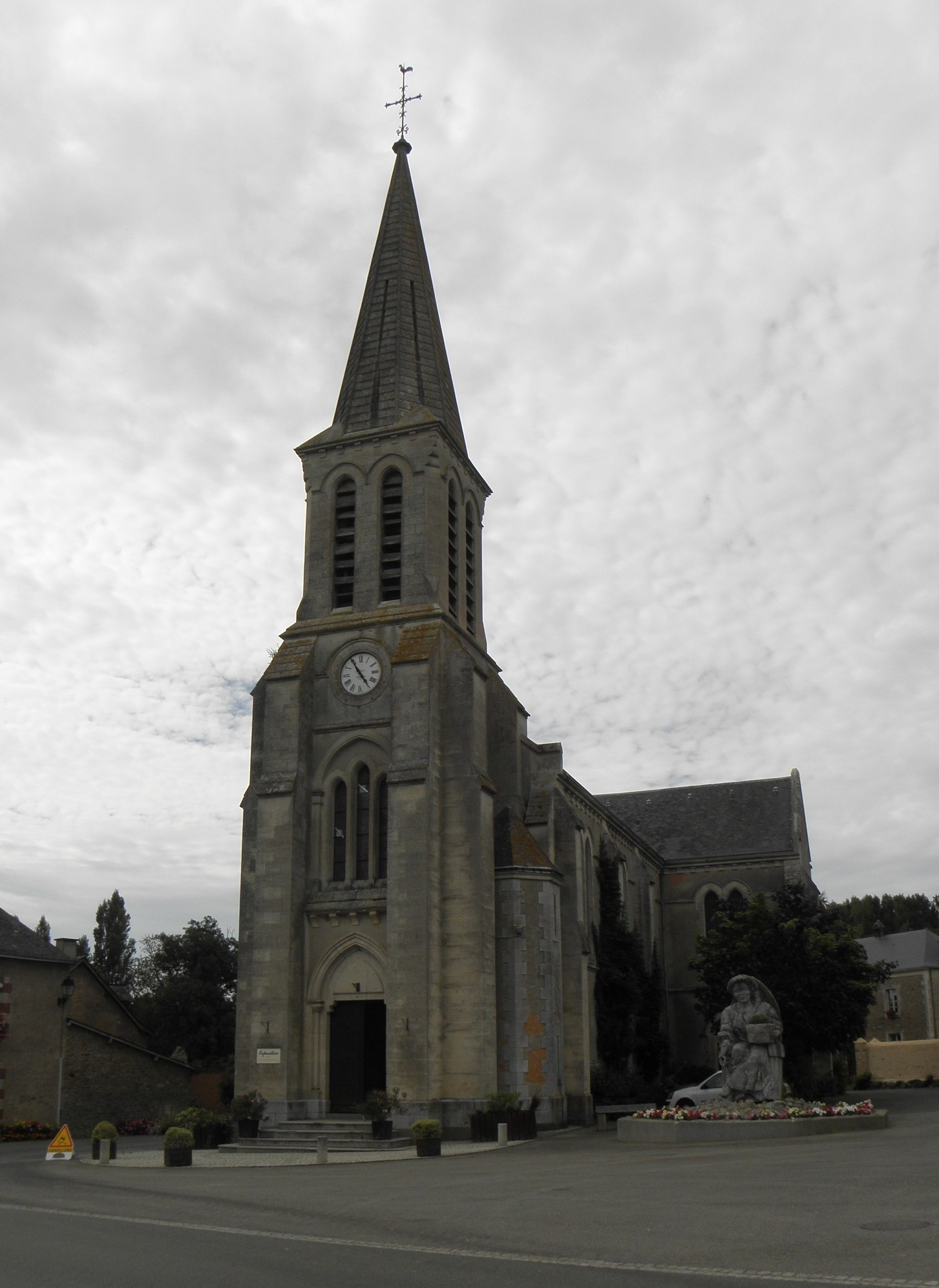
L'église Saint-Pierre et Saint-Paul de La Cropte
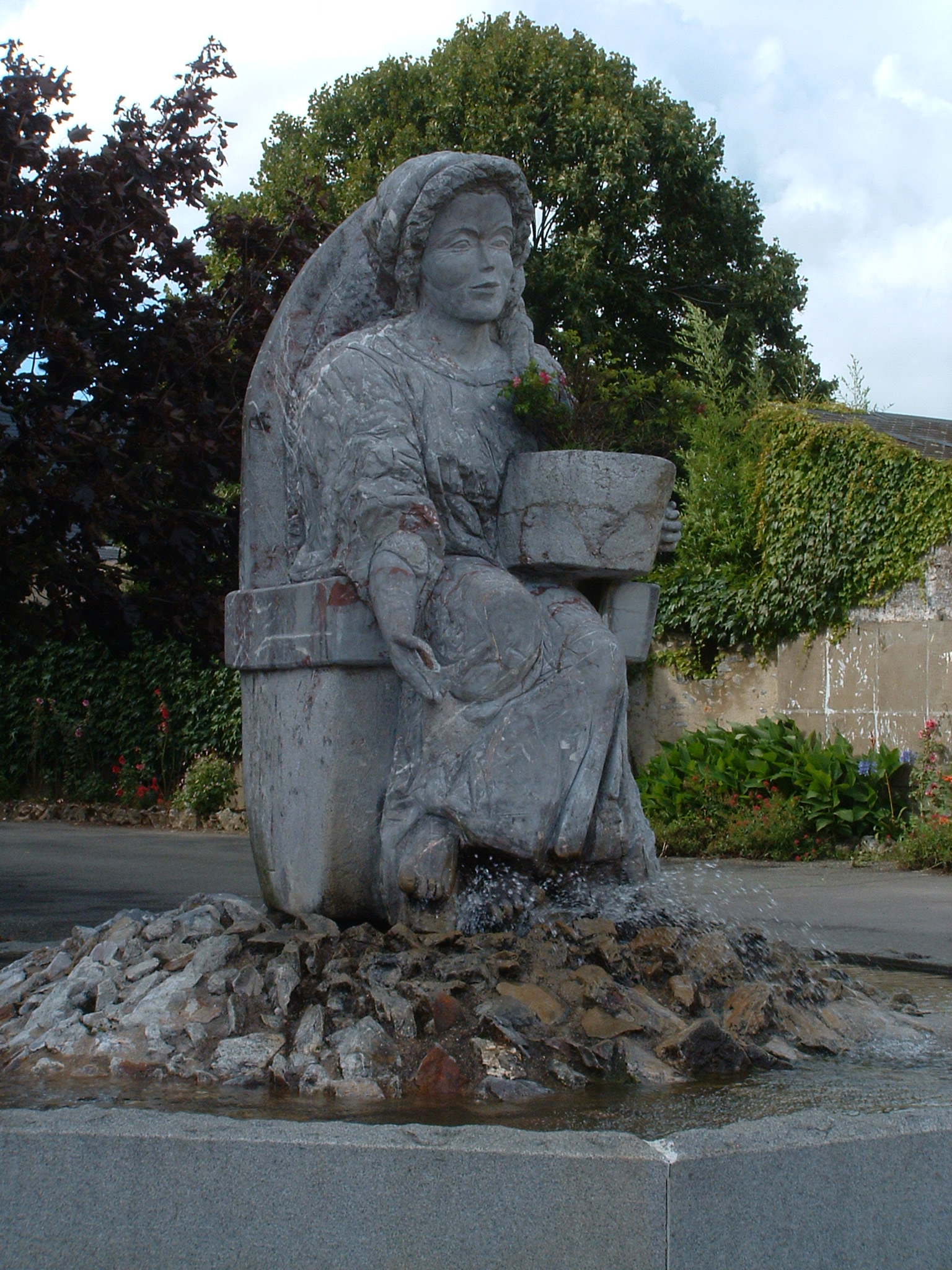
Statue contemporaine exposée sur la place à côté de l'église
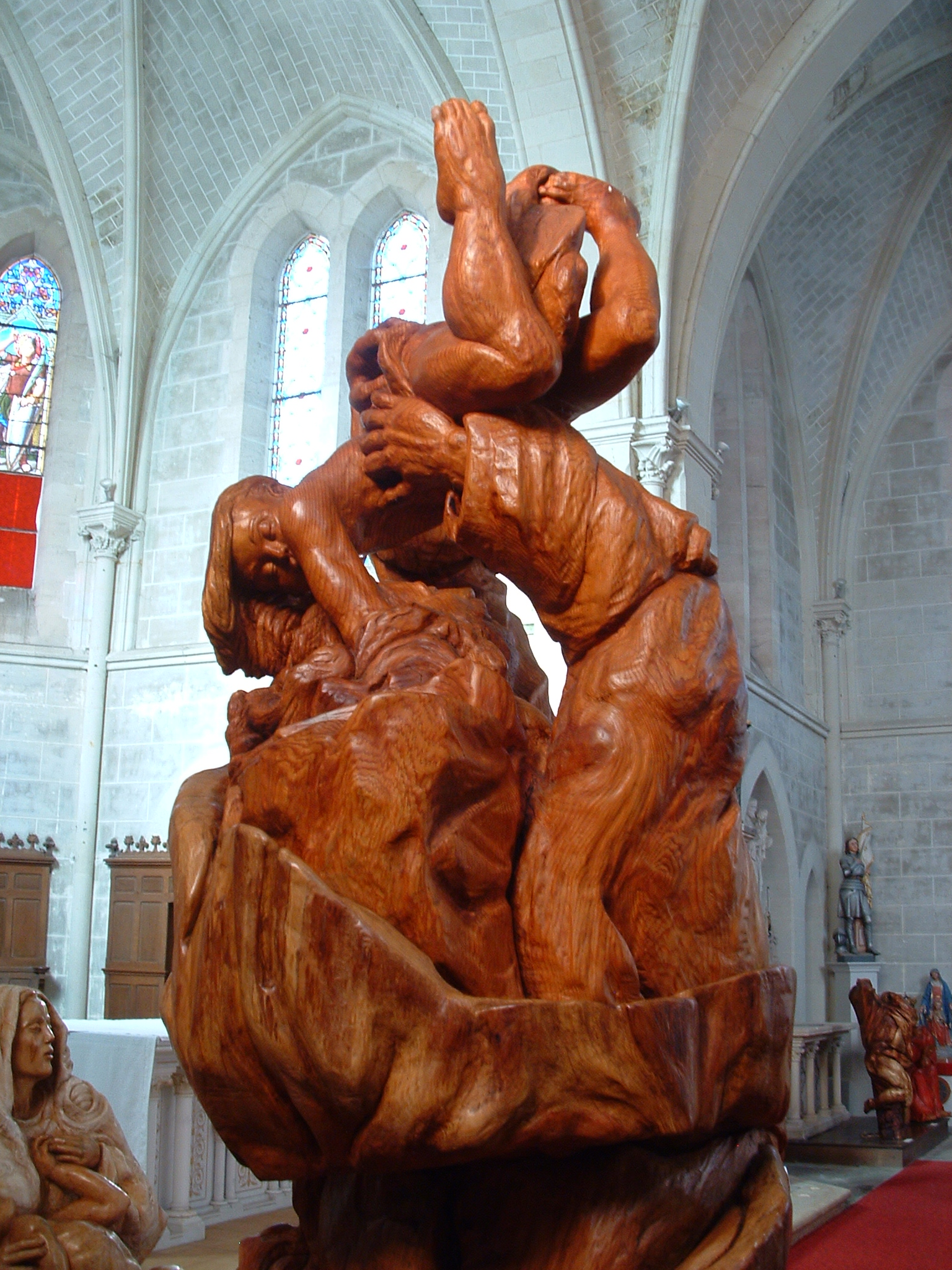
Sculpture contemporaine en bois exposée dans la nouvelle église

### Lieux et monuments
- Le clocher roman est un Clocher en bâtière comme celui des communes voisines de Bannes, Cossé-en-Champagne, Saint-Pierre-sur-Erve et Saint-Denis-du-Maine. Il a été classé monument historique[45]. C'est le seul reste de l'ancienne église romane du XIe siècle dont la nef a été incendiée par les chouans en 1797 nous dit l'abbé Angot, réparée puis 90 ans plus tard complètement démontée pour bâtir la nouvelle église en 1886.
- Château de la Carrière (XIXe siècle et XXe siècle).

### Patrimoine industriel
- Carrières de porphyre pour l'entretien des routes.
- Anciens fours à chaux du XIXe siècle remplaçant de plus anciens déjà référencés en 1367 et leur carrière de calcaire.
- L'ancien site d'extraction d'ardoises avec ses trous remplis d'eau (A la limite nord de la commune, sur la gauche de la ligne avant le pont qui enjambe la Vaige)
- Autopont de La Bassonière franchissant la nouvelle ligne LGV Le-Mans Rennes permettant de voir passer les TGV.

### Patrimoine culturel
- La nouvelle église[46], sous le patronage de saint Pierre et saint Paul présente en permanence dans l'église et à côté des sculptures de Patricia Menouha[47].

### Patrimoine
- lavoir(1902)[48]
- grotte du Rocher[49] qui d'après l'instituteur en 1899 aurait justifié le nom de La Cropte (voir monographie)
- Pont (1848) et routes redressées à la même époque[50].

### Personnalités liées à la commune
- David Rivault de Flurence (1571, probablement à La Cropte - 1616), homme de lettres et mathématicien.
- Famille Rivault.
- Famille de La Cropte de Chantérac

### Héraldique
| Blason de La Cropte | Blason  | D’azur, à un mont d’un seul coupeau d’argent, chargé d’un feu de gueules, accompagné en chef de deux clés mises en sautoir et un glaive brochant en pal, le tout du second ; au chef cousu de gueules, chargé de trois écus d’or. |
| Blason de La Cropte | Détails | Le mont image le paysage vallonné de la commune que parcourent plusieurs cours d’eau dont le Buru, le Pont-Martin et la Vaige, d’où la couleur azur du champ de l’écu. Il est d’argent avec une flamme de gueules pour symboliser les fours à chaux, mentionnés dès le XIIe siècle, ce qui fait que La Cropte est le plus ancien endroit mentionné pour cette industrie dans le département. Les clés sont le signe distinctif de Pierre et le glaive celui de Paul ; ils sont tous les deux les saints patrons de l’église. Le chef est aux couleurs des armes des Mathefelon anciens ; leur blason évoluant par la suite avec 6 écus et non plus 3. Cette famille a pratiquement été le seul seigneur du village depuis la toute fin du XIe siècle. La reprise intégrale des armes de famille étant interdite pour les municipalités, il suffit d’en emprunter un ou plusieurs éléments. Les ornements sont deux gerbes de blé d’or, mises en sautoir par la pointe et liées d’azur, afin d’honorer l’activité agricole communale. Le listel d'argent porte le nom de la commune en lettres majuscules de sable. La couronne de tours dit que l’écu est celui d’une commune ; elle n’a rien à voir avec des fortifications. Le statut officiel du blason reste à déterminer. |

### Cartographie
- Carte géologique des sols de la Cropte (GéoMayenne)
- La Cropte en 1706 : Carte de Jaillot pour l'évêché du Mans (Gallica)
- La Cropte en 1766 : Carte de Cassini de la Mayenne sud (Gallica)
- La Cropte en 1834 sur le Cadastre dit napoléonien  (Archives de la Mayenne)
- Carte itinéraire du département de la Mayenne de 1857 et 1869 (Gallica)
- Remonter le temps = vue aérienne de 1949 à nos jours ; voir les routes se goudronner, l'élevage hors-sol se développer, les haies disparaitre, (en haut de la carte choisir une année et chercher s'il y a des points orange indiquant une vue aérienne générale ou très localisée ; dans ce cas cliquer dessus pour voir la photographie aérienne puis la refermer) (IGN)
- (choisir spécialement la photo aérienne 1980 avec ses arbres éclairés sur le côté par le soleil le long de la Vaige)